# Commissione centrale di controllo del Partito bolscevico
La Commissione centrale di controllo, o CCC (in russo Центральная контрольная комиссия, ЦКК?, Central'naja kontrol'naja komissija, CKK), fu l'organo superiore di controllo del Partito Comunista Russo (bolscevico), o PCR(b), dal 1920 al 1925, del Partito Comunista di tutta l'Unione (bolscevico), o PCU(b), dal 1925 al 1934 e del Partito Comunista dell'Unione Sovietica dal 1990 al 1991.

## Storia
La Commissione fu istituita nel settembre del 1920 dalla IX Conferenza del PCR(b). Al XII Congresso essa fu notevolmente ampliata e fusa con il Rabkrin, il commissariato per l'Ispezione operaia e contadina. Nel 1934 fu ristrutturata in Commissione del controllo di partito e posta alle dipendenze della Segreteria del Comitato centrale. Dopo varie riorganizzazioni tornò ad assumere la denominazione originale tra il 1990 e il 1991.

### Denominazioni e riorganizzazioni
- 1920-1934: Commissione centrale di controllo
- 1934-1962: Commissione per il controllo partitico presso il Comitato centrale
- 1962-1965: Commissione partitica presso il Comitato centrale
- 1965-1990: Comitato per il controllo partitico presso il Comitato centrale
- 1990-1991: Commissione centrale di controllo[4]

### Dirigenti
Dal 1920 al 1923 la posizione di capo della Commissione centrale di controllo non esisteva, e le sue attività a livello panrusso erano supervisionate dal commissario del Rabkrin (quindi Stalin fino al 6 maggio 1922, poi Kujbyšev che diventerà il primo Presidente della Commissione Centrale di Controllo).
Presidente della Commissione Centrale di Controllo:
- Valerian Vladimirovič Kujbyšev (1923-1926)
- Grigorij Konstantinovič Ordžonikidze (1926-1930)
- Andrej Andreevič Andreev (1930-1931)
- Jan Ėrnestovič Rudzutak (1931-1934)

Presidente della Commissione di Controllo del Partito sotto il Comitato Centrale del PCUS:
- Lazar' Kaganovič (1934-1935)
- Nikolaj Ivanovič Ežov (1935-1939) (in realtà fino al 1938)
- Andrej Andreevič Andreev (1939-1952)

Presidente del Comitato di Controllo del Comitato Centrale del PCUS:
- Matvej Fëdorovič Škirjatov (1952-1954)
- posto vacante, facente funzione: Pavel Timofeevič Komarov (1954-1956)
- Nikolaj Michajlovič Švernik (1956-1966)
- Arvid Pel'še (1966-1983)
- Michail Solomencev (1983-1988)
- Boris Pugo (1988-1990)

Presidente della Commissione centrale di controllo del PCUS:
- Boris Pugo (1990-1991)
- Evgenij Nikolaevič Machov (1991)